# マルグリット・ド・ブルゴーニュ (サヴォイア伯妃)
マルグリット・ド・ブルゴーニュ（フランス語：Marguerite de Bourbon, 1192年 - 1243年）は、サヴォイア伯アメデーオ4世の妃。ブルゴーニュ公ユーグ3世とベアトリス・ダルボンの末娘。一部の文献では名をアンヌ（Anne）としている。

## 生涯
1217年ごろ、マルグリットはサヴォイア伯アメデーオ4世と結婚した。持参金としてミリベル城、オルナシュー城およびその他のヴィエノワの領地をもたらした。この結婚は、両家間の条約の一部として決められ、その条約にはお互いの領地でそれ以上の領土を取得しないという条件を含んでいた。マルグリットと夫アメデーオ4世は、ヴィエンヌのドーファンであったマルグリットの兄ギーニュ6世に嗣子がいなかった場合に継承者となることが決められた。しかし、両家の和平は長くは続かず、1228年までには対立が再び勃発した。
マルグリットはまた、母よりいくらかの金銭を相続した。1267年の甥ギーニュ7世の遺書により、マルグリットが行う財産の寄付が確認された。
一部の学者は、マルグリットの名について明らかにしていない。サヴォイア家に関する文献で名前に関する議論がなされていたが、Coxが発見した資料により、この議論は解決している。

## 子女
マルグリットとアメデーオ4世との間に2女が生まれた。
- ベアトリーチェ（1223年頃 - 1258年） - 1233年にサルッツォ侯マンフレード3世（1244年没）と結婚、1247年4月21日にマンフレート・フォン・ホーエンシュタウフェンと再婚。
- マルゲリータ（1254年没） - 1235年12月9日にモンフェッラート侯ボニファーチョ2世と結婚、ヴァランティノワ伯アイマー3世と再婚。